# Ernst Müller (Schriftsteller)
Ernst Müller, auch Johann Ernst Friedrich Wilhelm Müller (* 14. Juni 1764 in Altenburg; † 24. März 1826 in Leipzig) war ein deutscher Schriftsteller und Privatgelehrter.

## Leben
Ernst Müller besuchte das Gymnasium (heute Friedrichgymnasium) in Altenburg und immatrikulierte sich zu einem Studium der Rechtswissenschaften an der Universität Leipzig, belegte aber später die Fächer Kameral- und Schöne Wissenschaften.
Nach dem Studium blieb er in Leipzig und betätigte sich unter anderem als Schriftsteller und war von 1816 bis 1818 sowie vom 26. März 1820 bis zu seinem Tod als Redakteur im Leipziger Tageblatt tätig.

## Mitgliedschaften
Ernst Müller war Ehrenmitglied der Naturforschenden Gesellschaft zu Leipzig sowie Mitglied der 1816 gegründeten Ökonomischen Gesellschaft im Königreiche Sachsen.
Er war 1790 Mitbegründer und bis 1794 Herausgeber des Taschenbuchs zum geselligen Vergnügen, in der er auch einige Gedichte veröffentlichte, und dessen Herausgeber und Redakteur anschließend Wilhelm Gottlieb Becker wurde.
Während der Völkerschlacht bei Leipzig hielt er sich außerhalb von Leipzig auf und kehrte anschließend in die Stadt zurück; hierbei wurde er für einen Spion gehalten und in das Hauptquartier nach Roda vor den Feldmarschall Karl Philipp zu Schwarzenberg geführt, der ihn verhörte und zu dem Schluss kam, dass er ein unschuldiger Gelehrter und kein Spion sey.
Seine Schriften Versuch einer Ästhetik der Toilette oder Winke für Damen sich nach den Grundregeln der Malerei geschmackvoll zu kleiden, Gardinenpredigten von Ihm und Ihr und Amors Geburt und Lebenslauf wurden auch in das Französische übersetzt.
Er hatte einen großen Anteil am 1801 erschienenen Leipziger Jahrbuch der neuesten Literatur und schrieb 1820 den Text zu Kleine Vorschule des Zeichnens von Johann Adolf Rossmäßler.

## Schriften (Auswahl)
- Romantische Gemälde der Vorwelt. Leipzig, 1788.
- Fragmente für Spaziergänger. Leipzig, 1789 (Digitalisat).
- Taschenbuch zum geselligen Vergnügen. Leipzig, 1790–?
- Scenen und Begebenheiten des menschlichen Lebens. Leipzig, 1790.
- Prinzessin Sirta, ein abentheuerliches Mährchen der grauesten Vorzeit. Leipzig, 1793.
- Bilderbuch für die nachdenkende Jugend zur angenehmen und nützlichen Unterhaltung. Leipzig, 1797 (Digitalisat).
- Das Unterröckchen, wie es seyn sollte. Leipzig, 1803.
- Stumme Liebe, ein häusliches Gemälde. Leipzig, 1803.
- Pitts Reise im Ehebett. Leipzig, 1803 (Digitalisat).
- Esthétique de la toilette ou du beau dans la toilette. Leipzig 1803 (Digitalisat).
- Alruna. 4. Bände. Leipzig und Zürich, 1805–1812 (Digitalisat).
- Versuch einer Ästhetik der Toilette oder Winke für Damen sich nach den Grundregeln der Malerei geschmackvoll zu kleiden. Leipzig, 1805.
- Die Besuche auf dem Lande und in der Stadt. Leipzig, 1805.
- Amors Geburt und Lebenslauf. Leipzig, 1806.
- Taschenbuch der Liebe. Leipzig, 1806.
- Gardinenpredigten von Ihm und Ihr. Leipzig, 1808.
- Beschreibung der Gemåldesammlung des Herrn geheinem Hofraths Baumgärtner zu Leipzig. Leipzig, 1805.
- Der Leipziger Bothe. 12 Ausgaben.
- Jüdische Expectorationen über raffinirtes Mäkeln. Leipzig, 1826.
- Erzählungen für den Bürger und Landsmann. Leipzig, 1826.